# 小高镇
小高镇，原为小高乡，是中华人民共和国四川省凉山彝族自治州德昌县曾经下辖的一个镇。2019年12月，撤销小高镇，将原小高镇安宁村所属行政区域为德州街道的行政区域，将原小高镇连丰村、联盟村、群英村、红岩村、黄草村、海花村、高丰村、杉木村所属行政区域划归乐跃镇管辖。

## 行政区划
小高镇撤销前下辖以下地区：
群英村、联盟村、高峰村、黄草村、杉木村、海花村、连丰村、红岩村和安宁村。